# Mongólia az 1968. évi nyári olimpiai játékokon
Mongólia a mexikói Mexikóvárosban megrendezett 1968. évi nyári olimpiai játékok egyik részt vevő nemzete volt. Az országot az olimpián 4 sportágban 16 sportoló képviselte, akik összesen 4 érmet szereztek.

## Érmesek
| Érem  | Versenyző                  | Sportág  | Versenyszám        |
| ----- | -------------------------- | -------- | ------------------ |
| Ezüst | Dzsigdzsidijn Mönhbat      | Birkózás | Szabadfogás, 87 kg |
| Bronz | Chimedbazaryn Damdinsharav | Birkózás | Szabadfogás, 52 kg |
| Bronz | Danzandarjaa Sereeter      | Birkózás | Szabadfogás, 70 kg |
| Bronz | Tömöriin Artag             | Birkózás | Szabadfogás, 78 kg |

## Atlétika
Női
| Versenyző             | Versenyszám   | Döntő    | Döntő    |
| Versenyző             | Versenyszám   | Eredmény | Helyezés |
| --------------------- | ------------- | -------- | -------- |
| Dashzevgiin Namjilmaa | Diszkoszvetés | 50,76 m  | 12.      |

## Birkózás
Szabadfogású
| Versenyző                  | Versenyszám | 1. forduló                        | 2. forduló                          | 3. forduló                             | 4. forduló                          | 5. forduló                     | 6. forduló                   | 7. forduló                  | Döntő | Helyezés    |
| Versenyző                  | Versenyszám | Ellenfél Eredmény                 | Ellenfél Eredmény                   | Ellenfél Eredmény                      | Ellenfél Eredmény                   | Ellenfél Eredmény              | Ellenfél Eredmény            | Ellenfél Eredmény           | Ellenfél Eredmény | Helyezés    |
| -------------------------- | ----------- | --------------------------------- | ----------------------------------- | -------------------------------------- | ----------------------------------- | ------------------------------ | ---------------------------- | --------------------------- | --- | ----------- |
| Chimedbazaryn Damdinsharav | 52 kg       | Mohamed Salem Mongued (RAU) · 1-3 | Mehmet Esenceli (TUR) · kétvállas   | Vincenzo Grassi (ITA) · kizárták       | Erdős Márton (HUN) · kétvállas      | Paul Neff (FRG) · feladta      | erőnyerő                     | Richard Sanders (USA) · 3-1 | 1. mérkőzés · Nakata Sigeo (JPN) · kétvállas · Hozott eredmény · Richard Sanders (USA) · 3-1                                             |             |
| Bazaryn Sükhbaatar         | 57 kg       | Ahmad Djan (AFG) · 1-3            | Muhammad Sardar (PAK) · 3-1         | Moises López (MEX) · kétvállas         | Zbigniew Żedzicki (POL) · 3-1       | kiesett                        | kiesett                      |                             | kiesett | helyezetlen |
| Tsedendambyn Natsagdorj    | 63 kg       | Tadeusz Godyń (POL) · 1-3         | Mohammad Ebrahimi (AFG) · 2-2       | Kaneko Maszaaki (JPN) · 3.5-0.5        | kiesett                             | kiesett                        | kiesett                      | kiesett                     | kiesett | helyezetlen |
| Danzandarjaa Sereeter      | 70 kg       | Sidney Marsh (AUS) · 0.5-3.5      | Eliseo Salugta (PHI) · kétvállas    | Seyyit Ahmet Ağralı (TUR) · 1-3        | Guy Marchand (FRA) · kétvállas      | Zarbeg Beriashvili (URS) · 3-1 | Abdollah Movahed (IRI) · 3-1 |                             | Hozott eredmény · Abdollah Movahed (IRI) · 3-1                                                                                           |             |
| Tömöriin Artag             | 78 kg       | Angel Sotirov (BUL) · 3-1         | Anthony Shacklady (GBR) · kétvállas | Brian Heffel (CAN) · kétvállas         | Bajkó Károly (HUN) · 1-3            | Mahmut Atalay (TUR) · 2-2      |                              |                             | Hozott eredmény · Mahmut Atalay (TUR) · 2-2                                                                                              |             |
| Dzsigdzsidijn Mönhbat      | 87 kg       | Peter Döring (GDR) · 1-3          | Raúl García (MEX) · kétvállas       | Jean-Marie Chardonnens (SUI) · 0.5-3.5 | erőnyerő                            | Prodan Gardzsev (BUL) · 2-2    | Borisz Gurevics (URS) · 2-2  |                             | 1. mérkőzés · Thomas Peckham (USA) · 1-3 · Hozott eredmény · Prodan Gardzsev (BUL) · 2-2 · Hozott eredmény · Borisz Gurevics (URS) · 2-2 |             |
| Khorloogiin Bayanmönkh     | 97 kg       | Edward Millard (CAN) · 0.5-3.5    | Alexis Nihon (BAH) · kétvállas      | Peter Jutzeler (SUI) · 1-3             | Csatári József (HUN) · 3-1          | Ahmet Ayık (TUR) · kétvállas   | kiesett                      | kiesett                     | kiesett | 5.          |
| Ölziisaikhany Erdene-Ochir | +97 kg      | Wiesław Bocheński (POL) · 1-3     | Ştefan Stîngu (ROU) · kétvállas     | Raymond Uytterhaeghe (FRA) · kétvállas | Wilfried Dietrich (FRG) · kétvállas | kiesett                        |                              |                             | kiesett | 6.          |

## Sportlövészet
Nyílt
| Versenyző                  | Versenyszám                    | Pont | Helyezés |
| -------------------------- | ------------------------------ | ---- | -------- |
| Tüdeviin Myagmarjav        | Gyorstüzelő pisztoly           | 562  | 47.      |
| Tüdeviin Myagmarjav        | Szabadpisztoly                 | 547  | 19.      |
| Yondonjamtsyn Batsükh      | Sportpuska, fekvő              | 582  | 69.      |
| Yondonjamtsyn Batsükh      | Szabadpuska, összetett (300 m) | 1082 | 27.      |
| Yondonjamtsyn Batsükh      | Sportpuska, összetett          | 1114 | 48.      |
| Mendbayaryn Jantsankhorloo | Sportpuska, összetett          | 1136 | 27.      |
| Mendbayaryn Jantsankhorloo | Sportpuska, fekvő              | 581  | 73.      |

## Torna
Férfi
| Versenyző             | Versenyszám      | Selejtező | Selejtező | Döntő    | Döntő    |
| Versenyző             | Versenyszám      | Pontszám  | Helyezés  | Pontszám | Helyezés |
| --------------------- | ---------------- | --------- | --------- | -------- | -------- |
| Zagdbazaryn Davaanyam | Talaj            | 16,50     | 97.       | kiesett  | kiesett  |
| Zagdbazaryn Davaanyam | Ugrás            | 17,40     | 102.      | kiesett  | kiesett  |
| Zagdbazaryn Davaanyam | Korlát           | 17,00     | 99.       | kiesett  | kiesett  |
| Zagdbazaryn Davaanyam | Nyújtó           | 16,50     | 108.      | kiesett  | kiesett  |
| Zagdbazaryn Davaanyam | Gyűrű            | 17,05     | 86.       | kiesett  | kiesett  |
| Zagdbazaryn Davaanyam | Lólengés         | 16,70     | 89.       | kiesett  | kiesett  |
| Zagdbazaryn Davaanyam | Egyéni összetett |           |           | 101,15   | 98.      |

Női
| Versenyző                | Versenyszám      | Selejtező | Selejtező | Döntő    | Döntő    |
| Versenyző                | Versenyszám      | Pontszám  | Helyezés  | Pontszám | Helyezés |
| ------------------------ | ---------------- | --------- | --------- | -------- | -------- |
| Tsagaandorjiin Gündegmaa | Talaj            | 17,25     | 78.       | kiesett  | kiesett  |
| Tsagaandorjiin Gündegmaa | Ugrás            | 17,15     | 78.       | kiesett  | kiesett  |
| Tsagaandorjiin Gündegmaa | Felemás korlát   | 17,50     | 55.       | kiesett  | kiesett  |
| Tsagaandorjiin Gündegmaa | Gerenda          | 18,10     | 36.       | kiesett  | kiesett  |
| Tsagaandorjiin Gündegmaa | Egyéni összetett |           |           | 70,00    | 59.*     |
| Dorjiin Norolkhoo        | Talaj            | 17,10     | 84.       | kiesett  | kiesett  |
| Dorjiin Norolkhoo        | Ugrás            | 13,70     | 97.       | kiesett  | kiesett  |
| Dorjiin Norolkhoo        | Felemás korlát   | 11,95     | 100.      | kiesett  | kiesett  |
| Dorjiin Norolkhoo        | Gerenda          | 16,75     | 72.       | kiesett  | kiesett  |
| Dorjiin Norolkhoo        | Egyéni összetett |           |           | 59,50    | 97.      |
| Yadamsürengiin Tuyaa     | Talaj            | 17,45     | 71.       | kiesett  | kiesett  |
| Yadamsürengiin Tuyaa     | Ugrás            | 14,60     | 95.       | kiesett  | kiesett  |
| Yadamsürengiin Tuyaa     | Felemás korlát   | 17,25     | 67.       | kiesett  | kiesett  |
| Yadamsürengiin Tuyaa     | Gerenda          | 17,60     | 48.       | kiesett  | kiesett  |
| Yadamsürengiin Tuyaa     | Egyéni összetett |           |           | 66,90    | 84.      |

* - két másik versenyzővel azonos eredményt ért el